# Johan Cornelius
Carl Johan Fredrik Cornelius, född 19 april 1858 i Härnösand, död 28 oktober 1937 i Linköping, var svensk borgmästare. Han var son till biskop Carl Alfred Cornelius.

## Biografi
Cornelius blev student vid Uppsala universitet 1877, avlade hovrättsexamen där 1882, blev vice häradshövding 1884, var Uppsala universitets ombudsman 1886–1889, kanslist vid universitetskansliet 1887–1889, blev rådman i Uppsala stad 1889 och var borgmästare i Falu stad 1900–1929.